# فضيحة سياسية

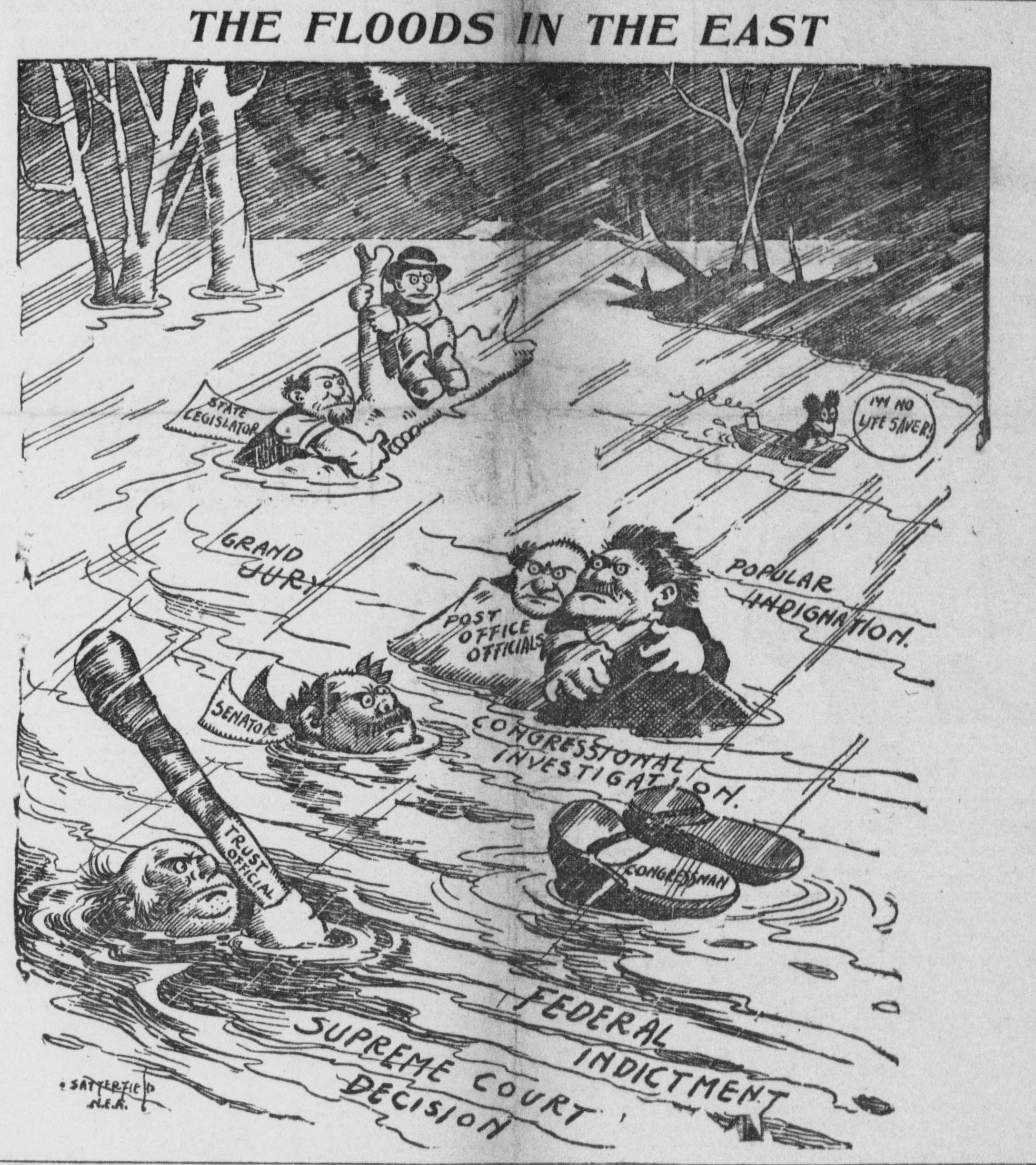
في ربيع عام 1904، شهدت أجزاء عديدة من شمال شرق الولايات المتحدة فيضانات شديدة. وقد صور بوب ساترفيلد الساسة والبيروقراطيين وغيرهم وهم محاصرون في الفيضانات ــ التي لم تكن مياهاً، بل فضيحة (9 أبريل 1904).

في السياسية، الفضيحة السياسية هي فعل أو حدث يعتبر خطأ أخلاقيًا أو قانونيًا يتسبب في غضب عام. السياسيون، المسؤولين الحكوميين، مسؤولي الأحزاب وجماعات الضغط يمكن اتهامهم بعدة اتهامات منها الفساد أو ممارسات جنسية غير أخلاقية. على الأغلب بعد تلك الفضيحة يتقاعد السياسيون الفاسدون أو يحصلون على نسب تصويت أقل.